# Helmuth Vretska
Helmuth Vretska (* 3. April 1935 in St. Pölten; † 1993) war ein österreichischer Altphilologe.
Helmuth Vretska, der Sohn des Gymnasialdirektors und späteren Universitätsprofessors Karl Vretska (1900–1983), studierte Klassische Philologie an der Universität Graz. Nach der Promotion war er als Gymnasiallehrer in Mürzzuschlag tätig.
Vretska war Spezialist für die griechisch-römische Geschichtsschreibung. Er verfasste mehrere zweisprachige Ausgaben und Übersetzungen für den Reclam-Verlag sowie zahlreiche Artikel im Kleinen Pauly.